# 아이다

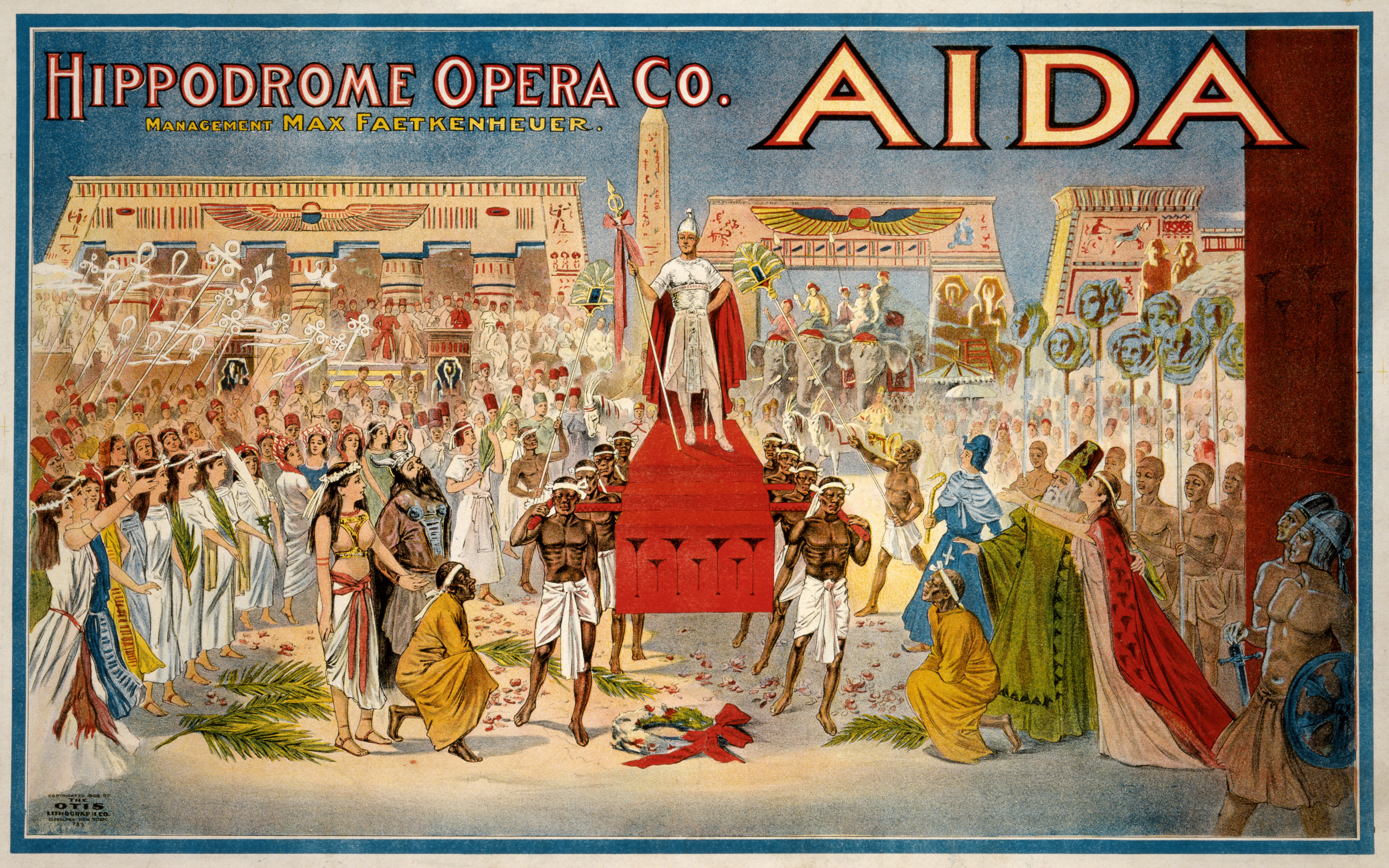

《아이다》(Aida)는 주세페 베르디가 작곡한 4막의 오페라이다. 아이다는 오페라의 규모가 굉장히 크지만 4막으로 되어있고, 이탈리아어로 되어있기 때문에 엄밀히 말하자면 그랜드 오페라가 아니다. 프랑그의 이집트 고고학자인 오귀스트 마리에트가 쓴 시나리오를 기초로, 카미유 뒤 로클이 프랑스어로 대본을 작성하였고, 이를 근거로 안토니오 기슬란초니가 이탈리아어 대본을 작성하였다. 1871년 12월 24일 카이로의 Khedivial Opera House에서 초연되었다. 유럽에서는 1872년 2월 8일 밀라노의 라 스칼라 극장에서 최초로 막이 올려졌다.
이집트의 국왕 이스마일 파샤가 수도 카이로에 ‘이탈리아 극장’이라는 극장을 세워, 운하의 개통식과 함께 극장에서 상연할 새로운 오페라를 찾았다. 베르디는 별로 흥미를 느끼지 못해 두 번이나 고사했지만, 대본을 읽고, 작곡하기로 결심하였다. 그는 그 당시로서는 유래 없는 거액의 작곡료를 받았다.

## 역사
- 아이다(Aida), 에티오피아의 공주, (소프라노)

음역대가 넓고 음색이 다소 어둡고 거친 소프라노 드라마티코를 위한 배역이지만, 서정성과 파워가 적절한 완급 조절을 이뤄야하기 때문에 소프라노 리리코 스핀토나 리리코 뿌로들도 많이 맡는다.대표적인 예가 리리코 스핀토 영역에 속했던 소프라노 레나타 테발디.서정적인 창법을 통해 새로운 아이다의 성격을 창조해냈다는 평을 듣는다.
- 이집트 왕(The King of Egypt), (베이스)

근엄한 왕의 이미지를 위해 베이스 바리톤이나 베이스 가수들이 주로 맡는다. 극중 출정식과 개선식 장면에만 등장한다우흥
- 암네리스(Amneris), 왕의 딸, (메조소프라노 / 콘트랄토)

메조소프라노 드라마티코에 적합한 배역이다.
극중 긴장감과 실질적인 스토리를 이끌어가는 가장 중요한 역할이며, 아이다보다도 더욱 폭넓은 감정(질투,후회,애증,분노,회한,기쁨 등)을 연기해야 하기 때문에 강한 중저음은 물론이고 전 음역에 걸친 고른 발성을 요구하는 고난이도 배역이다.
- 라다메스(Radames) , 호위병 장군, (테너)

역시 강한 음색과 성량의 테너 드라마티코들이 많이 맡는 배역이지만,아이다와 마찬가지로 서정성도 겸비해야 효과적이기 때문에 리리코 스핀토나 리리코들도 많이 맡는다.
- 아모나스로(Amonasro) , 에티오피아의 왕,아이다의 아버지 (바리톤)

극중 비중은 그리 크지 않으나, 노래보다도 아이다에 대한 부성을 제대로 표현할 수 있는 연기력이 중요한 배역이다.
- 람피스(Ramfis), 제사장, (베이스)

라다메스와 암네리스의 극중 긴박감을 더욱 증폭시키는 역이라고 할 수 있으며, 전 장면에 걸쳐 존재감 있게 등장하는 역할이다.
- 사자, (테너)

라다메스의 출정식 장면에 잠시 출연하는 이른바 전령 역할이며, 테너 리릭 레제로들에게 적합한 단역이다.
- 여사제의 목소리 (소프라노)

목소리만 출연하는 배역이다. 기도문을 외우는 듯한 연출과 창법이 특징.
- 승려들, 무녀들, 수상들, 장군들, 병사들, 관리들, 에티오피아인들, 노예와 죄수들, 이집트인들, 동물들 (합창과 엑스트라들)

고대 이집트의 파라오 왕의 전성 시대, 멤피스와 테베 시.
에티오피아의 공주인 아이다는 이집트에 끌려와 노예가 되었다. 장군 라다메스는 그녀를 향한 사랑과 파라오를 향한 충성 사이에서 갈등한다. 게다가 라다메스는 파라오의 딸인 암네리스의 사랑을 받는다. 전쟁에 패하고 이집트에 몰래 숨어있던 아이다의 아버지인 에티오피아의 왕을 도왔다는 이유로 라다메스는 반역죄로 체포된다. 그는 자신을 항변하지 않고, 결국 아이다와 함께 죽기로 결심한다.

### 1막
- 1장: 이집트의 옛 수도, 멤피스 왕궁의 회랑
- 2장: 멤피스에 있는 바르칸 신전

### 2막
- 1장: 테베의 궁전 안, 암네리스의 방
- 2장: 테베 거리의 개선식장

### 3막
- 야자수가 가득한 나일강가

### 4막
- 1장: 궁전 안의 방
- 2장: 2개의 단로 위는 사원, 아래는 감옥

## 초고
1871년 8월, 3막의 시작 장면에서 사제 합창단과 아이다를 위한 새로운 'canzone'를 추가하여 네오 팔레스트리나 양식의 4성부 작품을 우리가 아는 인상적인 제창 합창곡으로 대체하였다. 하지만 이제 첫 번째 버전이 베르디의 자필 악보에 남아 있으며 이 합창이 1874년 레퀴엠의 시편 "Te decet hymnus" 절과 거의 동일하다.

## 참고 자료
- Budden, Julian (1981). The Operas of Verdi, Vol. 3. London: Cassell, 163-187. ISBN 0-304-30740-8.
- Melitz, Leo (1921). The Opera Goer's Complete Guide. Dodd, Mead and Company.
- Simon, Henry W. (1946). A Treasury of Grand Opera. Simon and Schuster, New York, NY.
- The Victrola Guide to the Opera, 6th edition.
- verdiperspektiven, 3.Jahrgang 2018: Anselm Gerhard

### 음악 듣기
- Opera in a nutshell" Soundfiles (MIDI)
- Listen to music sample of ballet music played on Asian instruments (After clicking on this link, scroll down page)
- Creative Commons MP3 Recording